# Toros-Menalla
Toros-Menalla è un'area archeologica, che si trova nel deserto del Djurab in Ciad, dove sono stati fossili ominidi risalenti a 7,2–6,8 milioni di anni fa appartenenti alla specie Sahelanthropus tchadensis.
L'area di Toros-Menalla è una delle cinque aree fossilifere individuate e studiate all'interno del deserto del Djurab (le altre sono Kossom-Bougoudi (KB), Kollé (KL), Koro-Toro (KT) e Angamma (ANG)).

## Scoperta
Il 19 luglio 2001, una squadra franco-ciaddiana del CNAR (Centro di Supporto Nazionale alla ricerca della Repubblica del Ciad), membro di una missione paleoantropologica franco-ciaddiana (MPFT, una collaborazione tra il CNAR e l'università di N'Djamena Poitiers - professor Michel Brunet), guidata dal geografo Alain Beauvilain, ha trovato un cranio fossile, repertato come TM 266 1, di una nuova specie di ominide nel deserto del Djurab, nel Ciad. 
L'anno successivo, l'11 luglio, la rivista scientifica Nature presenta ufficialmente il fossile, alla cui specie viene dato il nome Sahelanthropus tchadensis. Successivamente le autorità del Ciad battezzano l'ominide Toumaï, che in lingua Goran significa "speranza di vita" e di solito la parola viene usata per indicare i bambini nati prima della stagione delle piogge.

## Ritrovamenti
In totale il sito ha dato alla luce nove fossili di questa nuova specie, tra cui un cranio, una mandibola, un femore e due ulne, appartenenti ad almeno sei individui. Queste sono le prime scoperte di questo tipo in Africa centrale. I fossili sono stati ritrovati in depositi sedimentari, datati a 7,2-6,8 milioni di anni fa.
Qui sono poi stati recuperati molti fossili di altri animali, suggerendo che l'habitat di quello che oggi è un deserto arido, fosse allora una lussureggiante riva di un lago, con estese foreste e praterie attorno. Il sito TM 266, lo stesso dove è stato trovato il cranio di Toumaï, ha dato alla luce resti di fauna diversificata, comprendente animali acquatici come pesci, coccodrilli, mammiferi anfibi, e mammiferi della foresta come della savana; il sito TM90 comprende lo stesso tipo di fauna, oltre a resti di uccelli, tra cui quelli di un cormorano, due cicogne e un'oca.